# Frans Christiaens
Frans Christiaens, né le 20 janvier 1914 à Lierre en Belgique et mort le 5 avril 1943 à Mortsel en Belgique, lors du bombardement de la ville, est un footballeur international belge actif du début des années 1930 à sa mort. Il réalise toute sa carrière au Lierse, le club de sa ville natale, où il occupe le poste de gardien de but et avec lequel il remporte deux titres de champion de Belgique.

## Biographie

### En club
Frans Christiaens s'affilie au Lierse, le club de sa ville natale, dès l'âge de onze ans. Il rejoint l'équipe première du club en 1930, alors qu'il n'a encore que seize ans et fait ses débuts en championnat le 19 avril 1931. Rapidement, il s'impose au poste de gardien de but et devient une des valeurs sûres de l'équipe qui compte dans ses rangs les attaquants Bernard Delmez et Bernard Voorhoof. Il remporte le premier titre de champion de Belgique du club en 1932 dont il est l'un des artisans. 
Le club enchaîne les bonnes saisons et termine chaque année dans les cinq premières places, dont une fois deuxième en 1935. Performant dans les buts, Frans Christiaens est appelé pour la première fois en équipe nationale belge en 1935. Il joue cinq rencontres avec les Diables Rouges pendant environ un an puis il n'est plus appelé. Il continue néanmoins à réaliser de bonnes prestations avec le Lierse, qui termine à nouveau vice-champion en 1939.
Le déclenchement de la Seconde Guerre mondiale perturbe le déroulement des compétitions, qui ne reprennent de façon officielle et régulière que pour la saison 1941-1942. Cette reprise est couronnée de succès pour le club qui décroche son deuxième titre de champion national. Malheureusement, Frans Christiaens perd la vie lors du bombardement de Mortsel le 5 avril 1943, tout comme son coéquipier François Vervoort.

### En sélections nationales
Frans Christiaens compte cinq convocations en équipe nationale belge, pour autant de matches joués. Il dispute son premier match avec les Diables Rouges le 28 avril 1935 contre l'Allemagne et son dernier le 29 mars 1936 lors d'un déplacement aux Pays-Bas.

## Statistiques

### En club
| Saison                | Club                  | Championnat             | Championnat | Championnat | Coupe(s) nationale(s) | Coupe(s) nationale(s) | Belgique | Belgique | Total | Total |
| Saison                | Club                  | Division                | M.          | B.          | M.                    | B.                    | M.       | B.       | M.    | B.    |
| 1930-1931             | Lierse SK             | Division d’Honneur (D1) | -           | -           | -                     | -                     | -        | -        | 0     | 0     |
| 1931-1932             | Lierse SK             | Division d’Honneur (D1) | -           | -           | -                     | -                     | -        | -        | 0     | 0     |
| 1932-1933             | Lierse SK             | Division d’Honneur (D1) | -           | -           | -                     | -                     | -        | -        | 0     | 0     |
| 1933-1934             | Lierse SK             | Division d’Honneur (D1) | -           | -           | -                     | -                     | -        | -        | 0     | 0     |
| 1934-1935             | Lierse SK             | Division d’Honneur (D1) | -           | -           | -                     | -                     | 3        | 0        | 3     | 0     |
| 1935-1936             | Lierse SK             | Division d’Honneur (D1) | -           | -           | -                     | -                     | 2        | 0        | 2     | 0     |
| 1936-1937             | Lierse SK             | Division d’Honneur (D1) | -           | -           | -                     | -                     | -        | -        | 0     | 0     |
| 1937-1938             | Lierse SK             | Division d’Honneur (D1) | -           | -           | -                     | -                     | -        | -        | 0     | 0     |
| 1938-1939             | Lierse SK             | Division d’Honneur (D1) | -           | -           | -                     | -                     | -        | -        | 0     | 0     |
| 1939-1940             | Lierse SK             | Compétition annulée     | -           | -           | -                     | -                     | -        | -        | 0     | 0     |
| 1940-1941             | Lierse SK             | Compétition annulée     | -           | -           | -                     | -                     | -        | -        | 0     | 0     |
| 1941-1942             | Lierse SK             | Division d’Honneur (D1) | -           | -           | -                     | -                     | -        | -        | 0     | 0     |
| 1942-1943             | Lierse SK             | Division d’Honneur (D1) | -           | -           | -                     | -                     | -        | -        | 0     | 0     |
| Total sur la carrière | Total sur la carrière | Total sur la carrière   | 230         | 0           | -                     | -                     | 5        | 0        | 235   | 0     |

### En sélections nationales
Le tableau ci-dessous reprend toutes les sélections de Frans Christiaens. Le score de la Belgique est toujours indiqué en gras.
| Date       | Compétition  | Adversaire | Lieu      | Score | Remarque |
| ---------- | ------------ | ---------- | --------- | ----- | -------- |
| 28/04/1935 | Match amical | Allemagne  | Bruxelles | 1-6   |          |
| 12/05/1935 | Match amical | Pays-Bas   | Bruxelles | 0-2   |          |
| 30/05/1935 | Match amical | Suisse     | Bruxelles | 2-2   |          |
| 17/11/1935 | Match amical | Suède      | Bruxelles | 5-1   |          |
| 29/03/1936 | Match amical | Pays-Bas   | Amsterdam | 8-0   |          |